# ИнфоДоктор
ИнфоДо́ктор — российская ИТ-компания, которая разработала одноимённый сервис для онлайн-записи в частные клиники, а также является официальным дистрибьютором CRM-системы для управления клиникой и временем врачей DocMeIn. Компания входит в холдинг Eruditor Group.
Сервис подбора врача и онлайн-записи на приём «ИнфоДоктор» основан в сентябре 2011 года, впервые анонсирован в 2012 году. Имеет web-версию, а также мобильное приложение для устройств на базе iOS, с помощью которых пользователи получают доступ к базе докторов. Доктора имеют рейтинг, который основан на отзывах предыдущих пациентов. Записаться на приём к выбранному врачу можно онлайн через его анкету, либо с помощью колл-центра. Сотрудниками колл-центра являются врачи-терапевты. Кроме того, записаться в клиники-партнёры компании «ИнфоДоктор» можно через сервис Яндекс. Острова.

## Собственники и руководство
- Максим Белобородов — генеральный директор компании «ИнфоДоктор».
- Егор Руди — совладелец и генеральный директор компании Eruditor Group.

## История развития
- В 2012 году сервис «ИнфоДоктор» был впервые анонсирован в новостном разделе компании Eruditor Group[4].
- 12 января 2012 года компания анонсировала участие в проекте первых клиник-партнёров[11].
- 5 июня 2012 года «ИнфоДоктор» получил рейтинг АА в Russian Startup Raiting[12].
- С 28 июля 2013 года с помощью сервиса «ИнфоДоктор» стало возможным записаться на приём в клиники, входящие в группу компаний «Медси»[11].
- С 14 августа 2013 стало возможным записаться на приём к врачу в клиники-партнёры компании «ИнфоДоктор» через сервис Яндекс. Карты[11].
- 24 сентября 2013 запущено приложение для устройств на платформе iOS[13].
- 1 ноября 2013 запущен новый механизм формирования рейтинга врачей[14].
- 6 февраля 2014 вышло обновление приложения для устройств а платформе iOS[11].

## Конкуренты и аналоги
У сервиса существует американский аналог ZocDoc. На российском рынке конкурентом можно назвать сервис DocDoc, который также располагает базой докторов и клиник.